# Сілумелуме
Сілумелуме (*д/н — бл. 1835) — літунга (володар) держави Бароце в 1830—1835 роках.

## Життєпис
Походив з династії Ньямбе. Син Муламбви Сантулу. після смерті батька близько 1830 року на загальній раді обраний новим літунгою. Втім невдовзі проти цього виступив його брат Мубуквану, внаслідок чого почалася запекла боротьба за владу. Сілемелуме контрлював лише північ держави.
Війна тривала до 1835 року. Перебіг її достеменно невідомий, але за усними свідченнями країну було значно сплюндровано. Зрештою близько 1835 року під час засідання його двору (хотла) Сілумелуме було вбито Мвене Сієнгале. Поховано в Намавеші. Влада перейшла до Мубуквану.